# Sovětice
Obec Sovětice (německy Sowietitz) se nachází v okrese Hradec Králové v Královéhradeckém kraji, osm kilometrů jihovýchodně od města Hořice. Žije zde 229 obyvatel.

## Historie
První písemná zmínka o vesnici pochází z roku 1369.

## Přírodní poměry
Vesnice stojí ve Východolabské tabuli. Jihovýchodně od ní protéká řeka Bystřice, jejíž tok zde je součástí přírodní památky Bystřice.

## Části obce
- Sovětice
- Horní Černůtky

## Pamětihodnosti
- Zemědělský dvůr čp. 24
- Polní opevnění postavení děl z války 1866

## Galerie

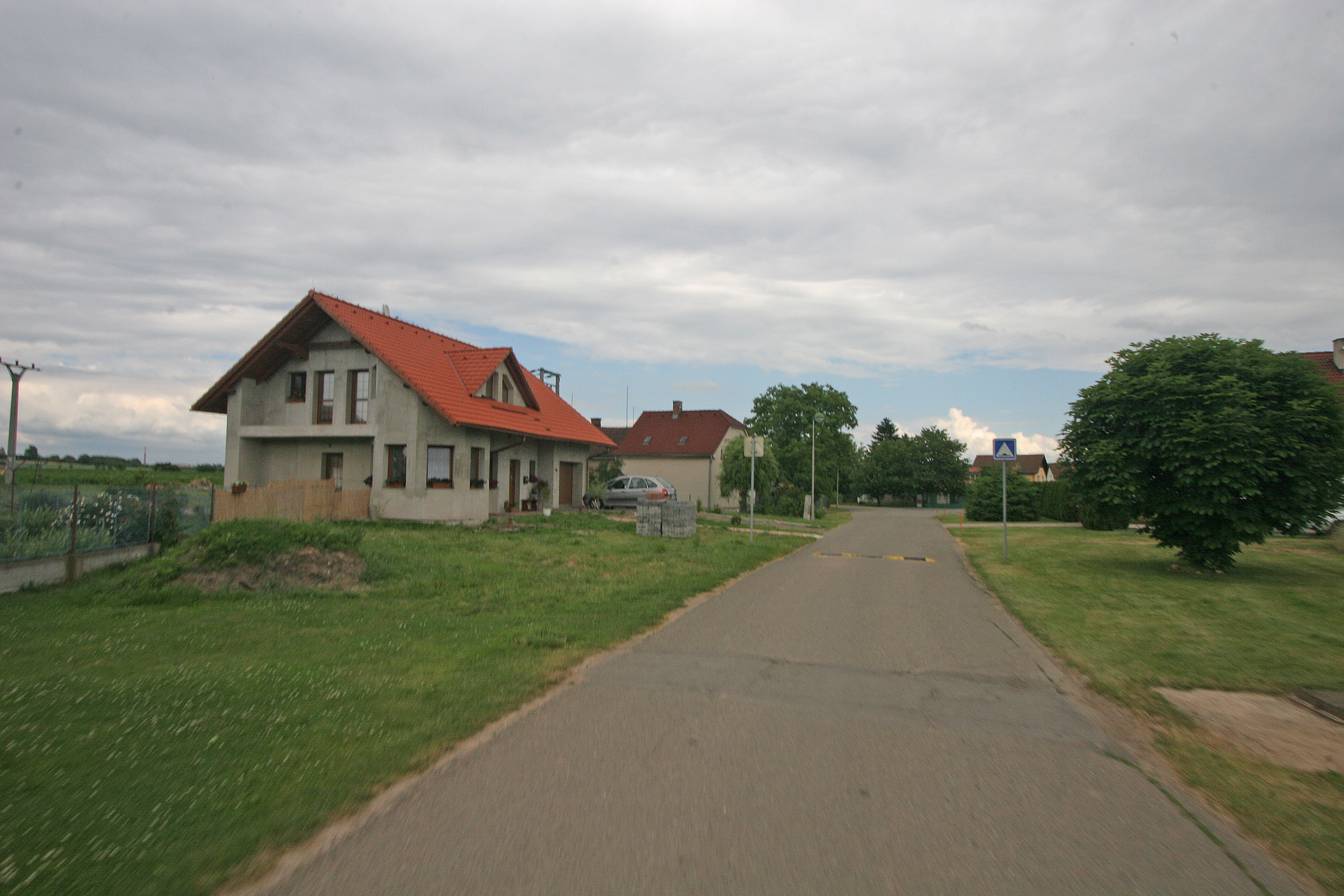
Novostavba
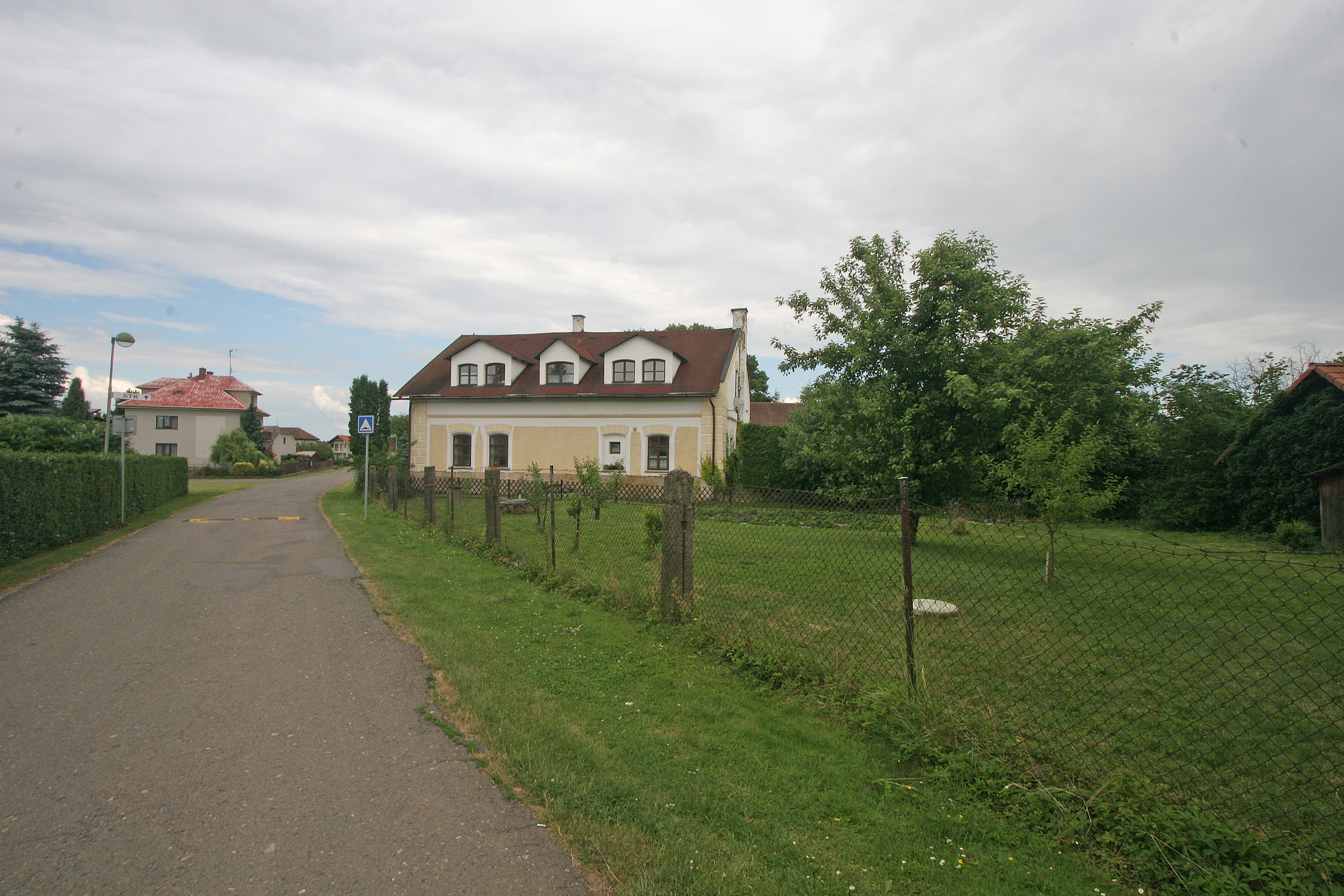
Stavení čp. 24
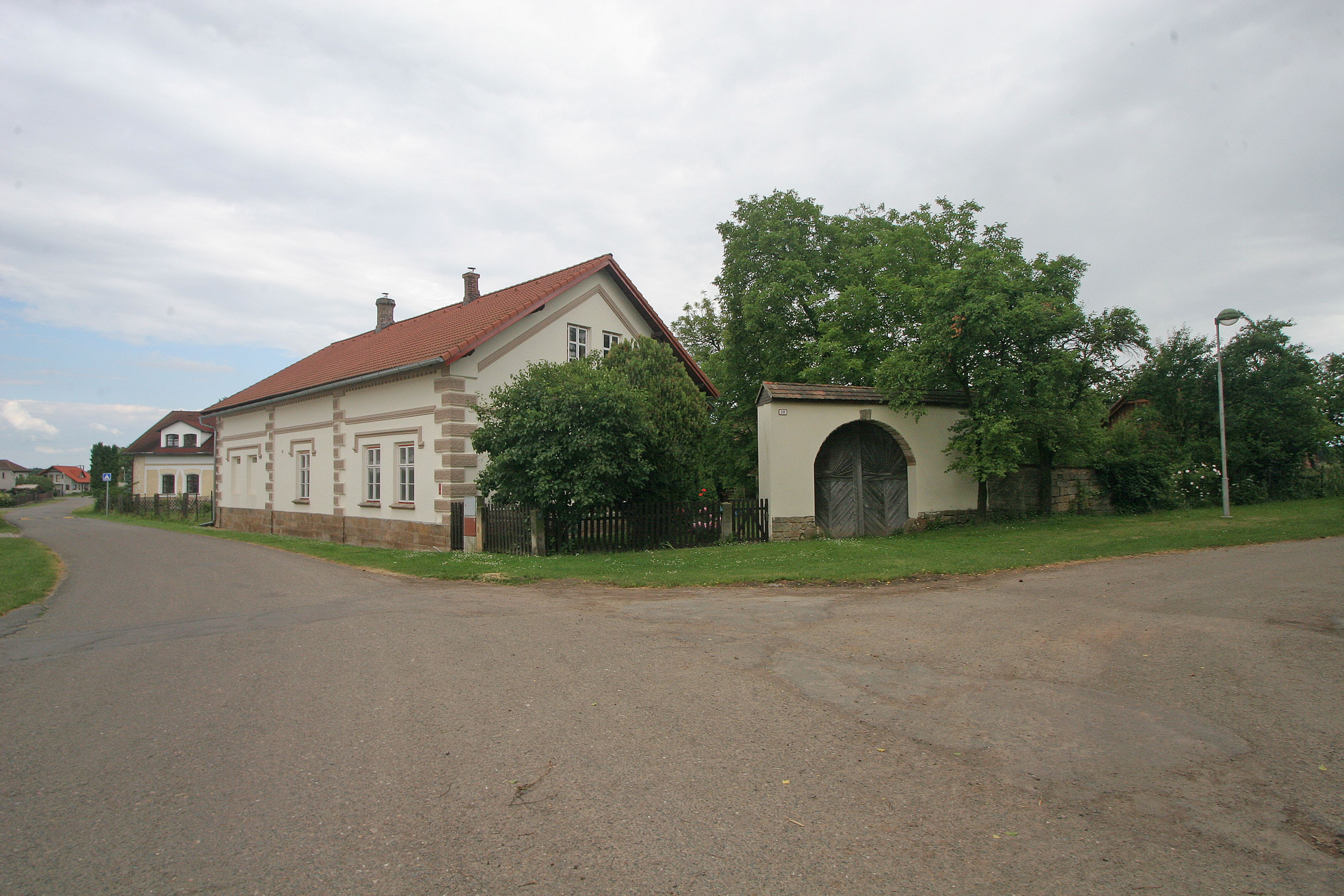
Stavení čp. 26
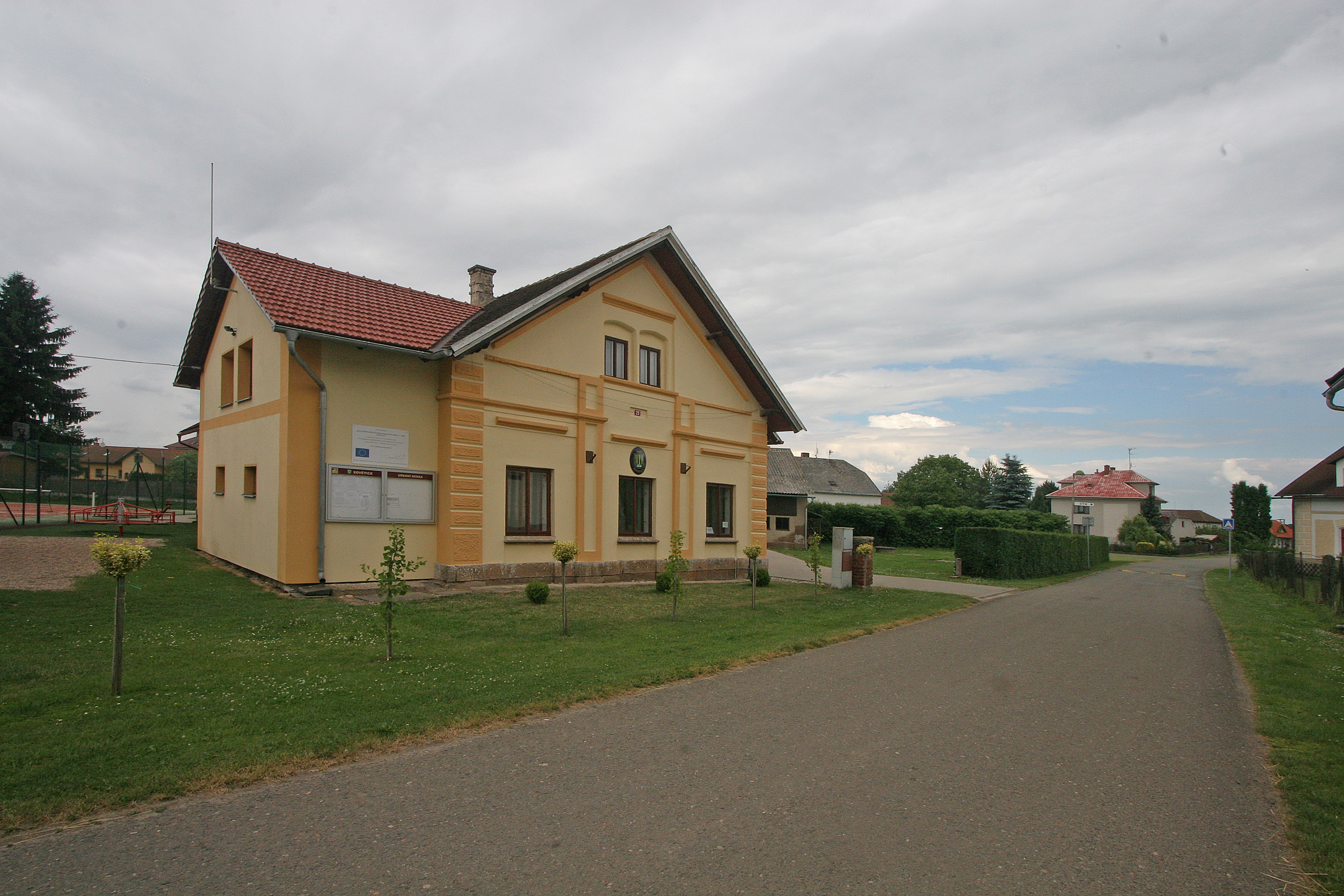
Obecní úřad
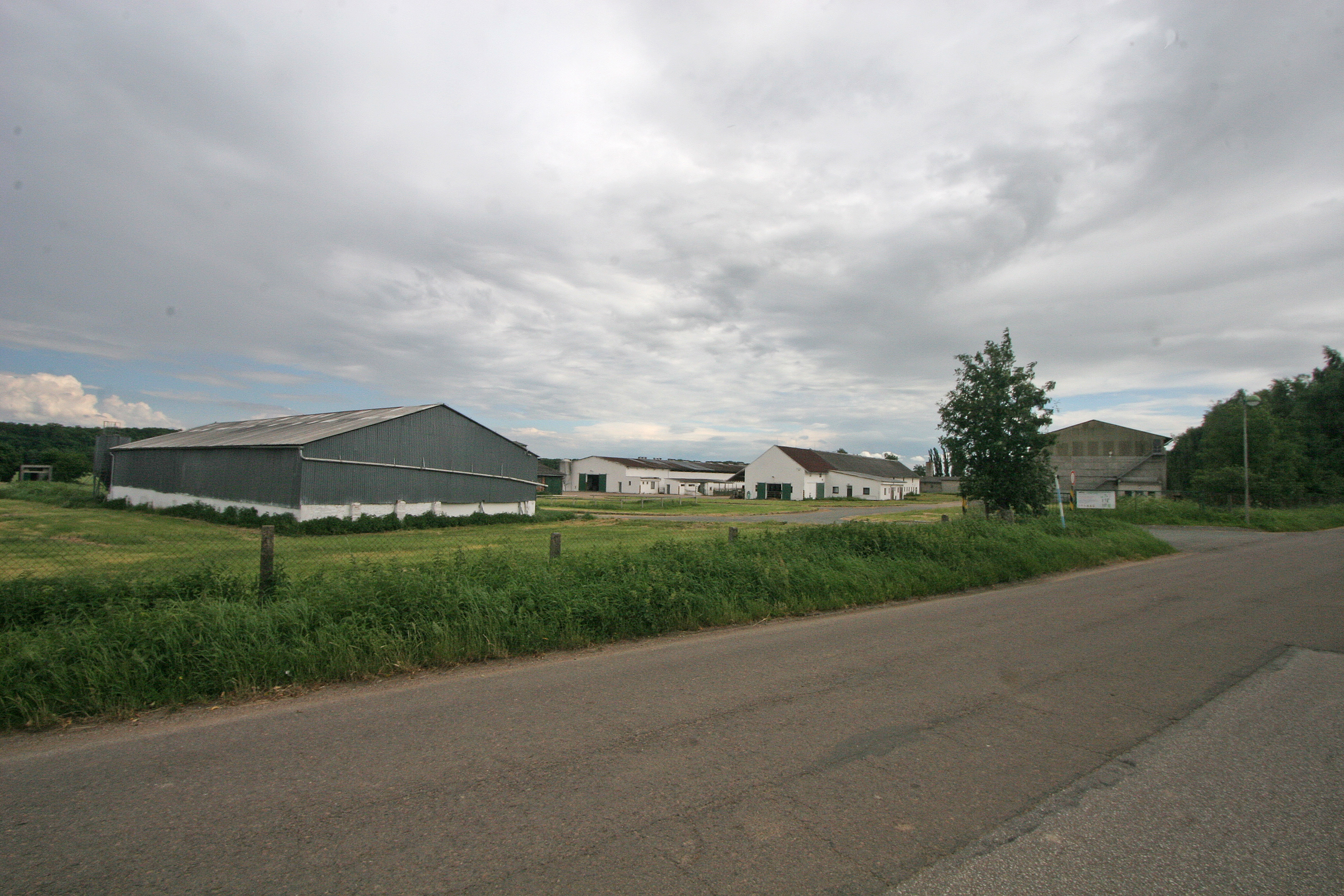
Farma
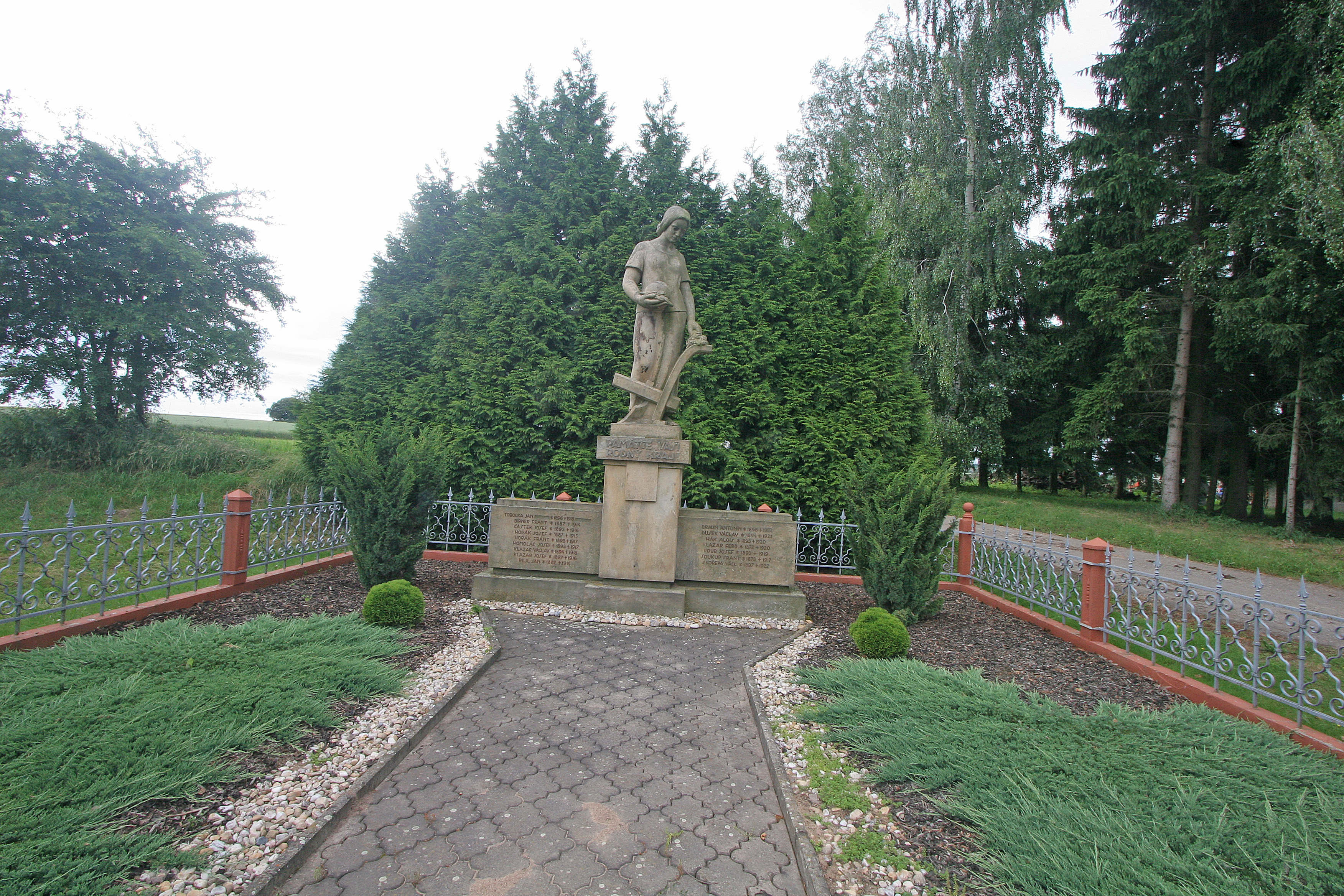
Pomník padlým
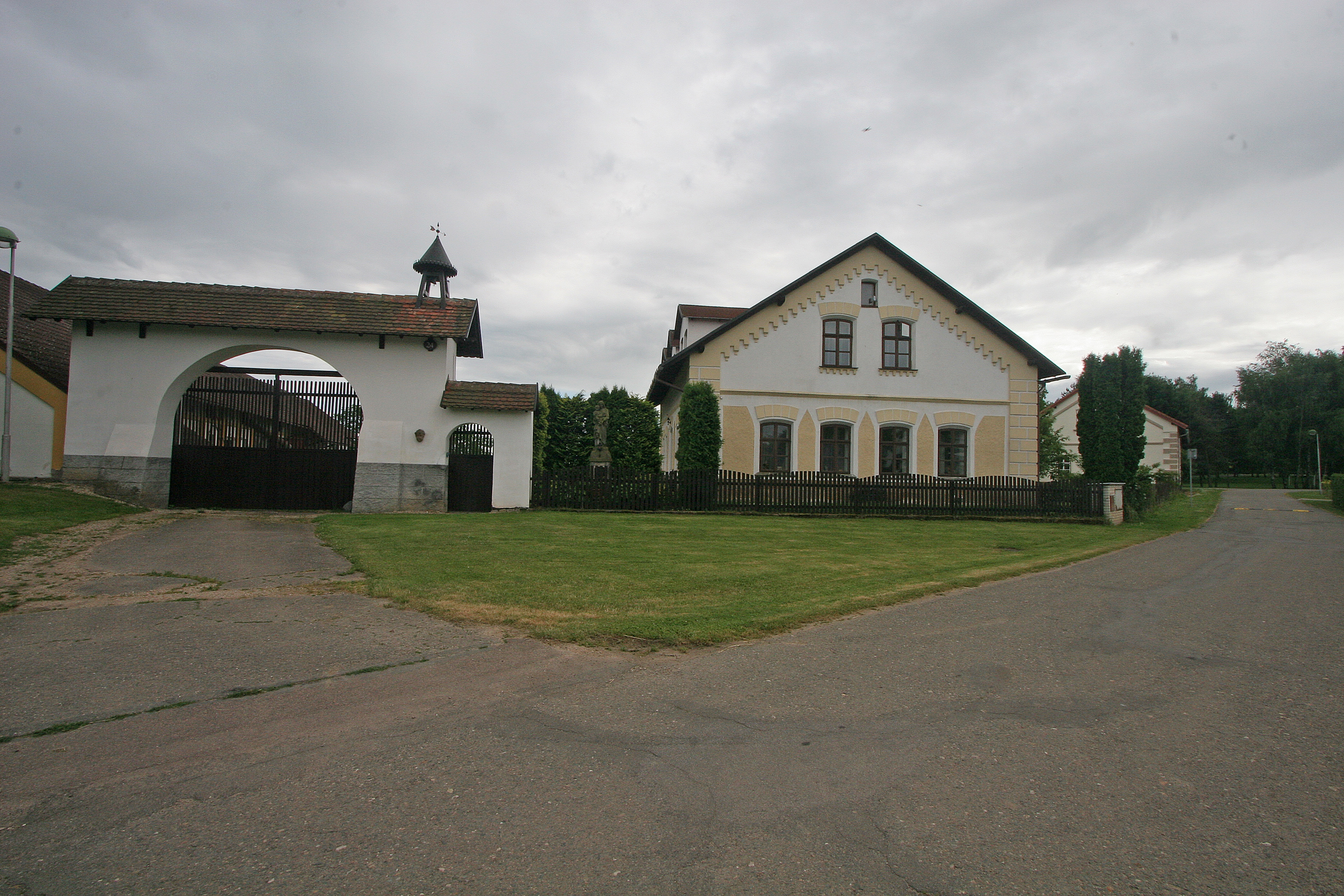
Stavení čp. 24
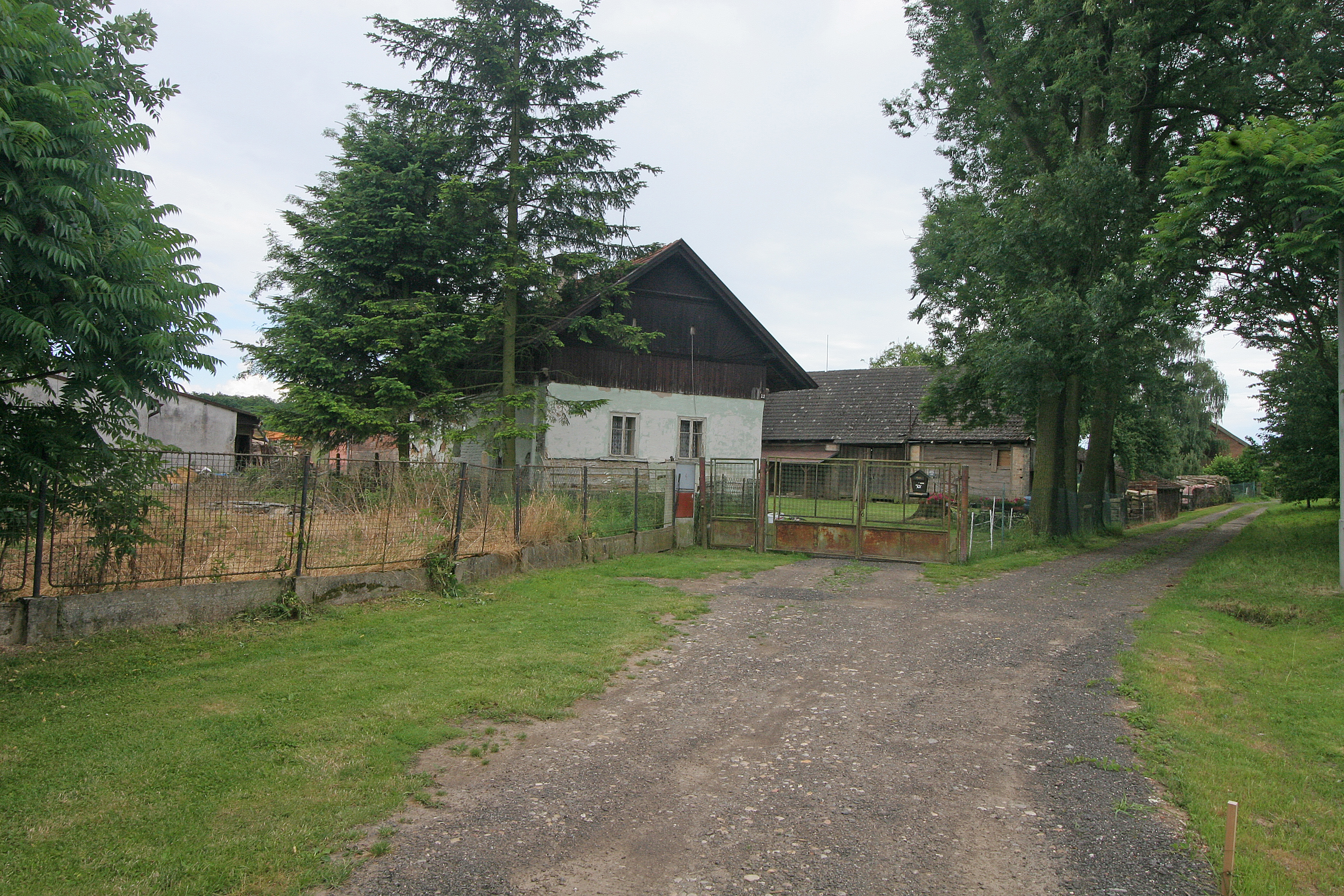
Stavení čp. 22